# Achterbahn (Film)

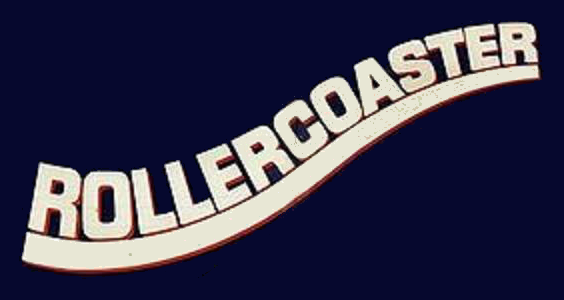
Logo

Achterbahn (Originaltitel: Rollercoaster) ist ein US-amerikanischer Thriller von James Goldstone aus dem Jahr 1977.

## Handlung
Ein Achterbahnunglück in einem Vergnügungspark, bei dem ein vollbesetzter Zug in rasender Fahrt aus einer Kurve in die Zuschauermenge schießt, erweist sich als ein Sabotageakt, dem wenig später weitere Anschläge in anderen Parks folgen. Bei ersten Ermittlungen kommt der mit der Untersuchung beauftragte technische Inspektor Harry Calder einem Erpresser auf die Spur, der von den Betreibern der betroffenen Vergnügungsparks eine Million Dollar erpressen will.
Calder zieht das FBI hinzu und wird kurz darauf von dem Kriminellen dazu ausgewählt, ihm das Lösegeld in dem Vergnügungspark in Richmond zu übergeben. Trotz Vorbereitungen der Polizei kann der Erpresser mit dem Geld entkommen. Aber es nützt ihm nichts, da die Dollarnoten kenntlich gemacht wurden. Ein neuer Sabotageakt bahnt sich an. Beim dramatischen Finale kann ein weiteres Achterbahnunglück in letzter Sekunde verhindert werden. Der flüchtende Täter wird schließlich von dem Zug einer Achterbahn angefahren und getötet.

## Kritik
Das Lexikon des internationalen Films sah einen „(i)n der Behandlung des Themas oberflächlicher, aber weitgehend spannender Film, der sich ganz auf die Sensurround-Schockeffekte und das parodistisch gezeichnete Katz-und-Maus-Spiel zwischen Attentäter und Sicherheitsbeamten konzentriert.“

## Wissenswertes
- Die drei im Film vorkommenden Vergnügungsparks und die zugehörigen Achterbahnen sind:
  - Ocean View Amusement Park in Norfolk, Virginia, USA (Achterbahn: Rocket)
  - Kings Dominion in Virginia, USA (Achterbahn: Racer 75)
  - Magic Mountain (in der deutschen Synchronisation: Zauberberg, heute Six Flags Magic Mountain) in Valencia, Kalifornien, USA (Achterbahn: New Revolution)
- Achterbahn war einer von fünf in den 1970er Jahren gedrehten Spielfilmen in dem speziellen Tieftonverfahren Sensurround. In einem Kino in der US-amerikanischen Stadt Hackensack fiel während der Vorführung des Filmes ein Teil der Decke herunter und beschädigte zehn Sitze (auf denen niemand saß). Nach diesem Vorfall fanden dort keine Vorführungen mit Sensurround mehr statt.
- Die gegen Ende des Films während der Eröffnungsfeier des Vergnügungsparks auftretende Rockband sind die Sparks.
- Die dortigen Dreharbeiten fanden während sonniger, allerdings sehr kühler Herbsttage statt. Da es sich im Film jedoch um den 4. Juli handelte, waren sämtliche Statisten angehalten, hochsommerlich leichte Kleidung zu tragen, was angesichts der niedrigen Temperaturen und langer Wartezeiten am Set sehr unangenehm war.
- Der Film ist das Debüt der 14-jährigen Helen Hunt in einem Kinofilm.